# Улая Амамра
Улая́ Амамра́ (фр. Oulaya Amamra; нар. 12 листопада 1996) — французька акторка.

## Біографія
Улая Амамра була залучена до світу кіно з 9-річного віку, беручи участь у зйомках кількох проектів, організованих асоціацією 1000 облич. У віці 12 років вона почала відвідувати щотижневі заняття з театральної майстерності, що проходили в Вірі-Шатійон під керівництвом засновника організації, її старшої сестри Уди Беньяміни.
У 2016 році Уда Беньяміна запросила Улаю Амамру на головну роль Дунії у своєму дебютному фільмі «Божественні». Фільм був представлений в секції Двотижневик режисерів на 69-му Каннському міжнародному кінофестивалі, здобувши Золоту камеру за найкращий дебютний фільм. Улая Амамра, спільно зі свою парнеркою по фільму Деборою Люкумуеною, отримала приз як найкраща акторка на Карфагенському кінофестивалі в Тунісі та Премію «Люм'єр» 2017 року у категорії Найкраща молода акторка. Цього ж року вона була номінована як найперспективніша акторка на здобуття французькою національної кінопремії «Сезар».
У 2018 році вона знялася разом з Ізабель Аджані, Карімом Леклю, Венсаном Касселем, Філіпом Катеріном і Франсуа Дам'єном у фільмі Ромена Ґавраса "Світ існує для тебе" (Le monde est à toi). Фільм був відібраний до програми "Двотижневика режисерів".
У 2019 році вона грає у фільмі "Прощання вночі" Андре Тешине разом із Катрін Денев. Фільм був представлений на Берлінале в офіційній програмі.
У 2020 році вона зіграла Дойну в серіалі "Вампіри" режисерів Владіміра де Фонтене та Марі Монж, виробництва Netflix. Її партнерка Сюзанна Клеман каже: "Улая Амамра змусила мене заново відкрити для себе кілька аспектів професії. Вона чудова працівниця. Розділяти сцени на екрані було вишенькою на моєму морозиві".
Того ж року вона зіграла Джемілу у фільмі Філіпа Ґарреля "Шкура овець" (Le Sel des larmes). Фільм був відібраний до конкурсної програми Берлінського кінофестивалю і отримав чудовий прийом. Голлівудський репортер сказав, що "Улая Амамра знає, як зробити багато, маючи дуже мало".

## Фільмографія (вибіркова)
| Рік  |     | Українська назва | Оригінальна назва        | Роль   |
| ---- | --- | ---------------- | ------------------------ | ------ |
| 2010 | т/ф | Перелом          | Fracture                 |        |
| 2015 |     | Гарне обличчя    | Belle gueule             | Сара   |
| 2015 | к/м | Гарна робота     | Un métier bien           | Сорая  |
| 2015 |     | Оркестр сліпих   | L'orchestre des aveugles | Шама   |
| 2016 | к/м | Маріам           | Mariam                   | Маріам |
| 2016 |     | Божественні      | Divines                  | Дунія  |
| 2019 |     | Прощання з ніччю | L'Adieu à la nuit        | Ліла   |

## Визнання
| Нагороди та номінації Улаї Амамри   | Нагороди та номінації Улаї Амамри       | Нагороди та номінації Улаї Амамри | Нагороди та номінації Улаї Амамри |
| Рік                                 | Категорія                               | Фільм                             | Результат                         |
| ----------------------------------- | --------------------------------------- | --------------------------------- | --------------------------------- |
| AFI Fest                            |                                         |                                   |                                   |
| 2016                                | Гран-прі журі — Особлива згадка         | Божественні                       | Перемога                          |
| Карфагенський кінофестиваль (Туніс) |                                         |                                   |                                   |
| 2016                                | Найкраща акторка (з Деборою Люкумуеною) | Божественні                       | Перемога                          |
| Премія «Люм'єр»                     |                                         |                                   |                                   |
| 2017                                | Найкраща молода акторка                 | Божественні                       | Перемога                          |
| Премія Сезар                        |                                         |                                   |                                   |
| 2017                                | Найперспективніша акторка               | Божественні                       | Перемога                          |